# Ingrid Franzen

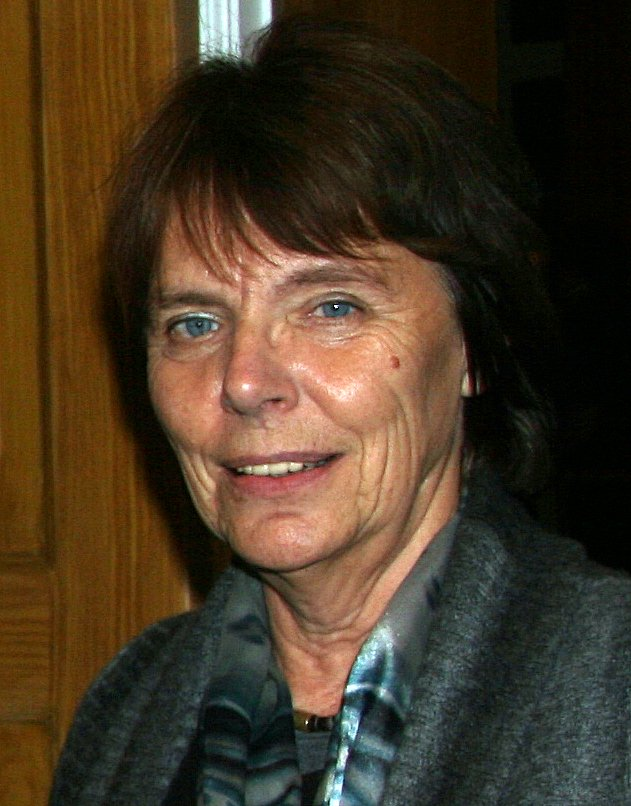
Ingrid Franzen am 5. März 2009 bei Stegner trifft … in Flensburg

Ingrid Franzen (* 25. Juni 1947 in Lundshof/Kreis Rendsburg-Eckernförde) ist eine deutsche Politikerin (SPD).
Sie war in den Jahren 2000 bis 2003 Ministerin für ländliche Räume, Landwirtschaft und Tourismus des Landes Schleswig-Holstein und von 2005 bis 2009 Erste Vizepräsidentin des Landtages von Schleswig-Holstein.

## Leben und Beruf
Nach ihrem Abitur im Jahr 1966 absolvierte Ingrid Franzen eine Ausbildung zum gehobenen Justizdienst, welche sie 1969 beendete. Seitdem ist sie als Rechtspflegerin am Amtsgericht Flensburg tätig. Im Jahr 1992 wurde sie für die Dauer der Mitgliedschaft im Landtag beurlaubt.

## Abgeordnete
Von 1982 bis 1992 gehörte Ingrid Franzen der Ratsversammlung von Flensburg an.
Von 1992 bis 2009 war sie Mitglied des Landtages von Schleswig-Holstein. Hier war sie von 1996 bis 2000 stellvertretende Vorsitzende der SPD-Landtagsfraktion. Am 17. März 2005 wurde sie zur Ersten Vizepräsidentin des Schleswig-Holsteinischen Landtages gewählt.
Ingrid Franzen ist stets als direkt gewählte Abgeordnete des Wahlkreises Flensburg-West bzw. 2005 des Wahlkreises Flensburg in den Landtag eingezogen. Bei der Landtagswahl 2005 erreichte sie hier 39,6 % der Erststimmen. Im Vorfeld der Landtagswahl 2009 verzichtete sie auf eine erneute Kandidatur, so dass sie mit der konstituierenden Sitzung des 17. Schleswig-Holsteinischen Landtags aus dem Parlament ausschied.

## Öffentliche Ämter
Nach der Landtagswahl 2000 wurde Ingrid Franzen am 28. März 2000 als Ministerin für ländliche Räume, Landwirtschaft und Tourismus in die von Ministerpräsidentin Heide Simonis geführte Landesregierung berufen. Das von ihr geleitete Ministerium wurde zum 1. März 2003 aufgelöst, bereits am 31. Januar 2003 wurde Ingrid Franzen daher aus ihrem Amt entlassen.

## Kabinett
- Kabinett Simonis III